# マグダラのマリア (コレッジョ)
『マグダラのマリア』（伊: La Maria Maddalena, 英: The Magdalen）は、イタリアのルネサンス期のパルマ派の画家コレッジョが1518年から1519年ごろに制作した絵画である。油彩。キリスト教の聖人であるマグダラのマリアが南フランスのプロヴァンス地方に渡り、サント＝ボームの山中で隠者として禁欲的生活を送ったという伝説（悔悛するマグダラのマリア）を主題としている。帰属についてはおおむね異論なく受け入れられているが、オリジナルではなくいくつか存在する複製の1つに過ぎない可能性もある。現在はロンドンのナショナル・ギャラリーに所蔵されている。

## 主題
伝説によると、マグダラのマリアはキリストの死後、聖マルタや聖ラザロとともにプロヴァンス地方に渡り、それぞれプロヴァンス地方の各地に布教のため旅立った。聖マルタは人食い竜のタラスクを退治し、聖ラザロはマルセイユの初代司教となった。マグダラのマリアは世俗を捨て、サント＝ボームの山中の洞窟に隠棲した。彼女はこの地で30年にわたって断食と悔悛の生活を送ったのち、死期が近づくと天使によって天上に運ばれた（被昇天）。エクスあるいはサン＝マクシマンに埋葬されたとも伝えられている。サント＝ボームにおいてマグダラのマリアの信仰が発展したのは13世紀になってからである。1279年12月9日、サント＝ボームの北20キロに位置するサン＝マクシマンにおいて、マグダラのマリア、ほかエクスの初代司教である聖マクシミヌス、聖シドニウス、聖女マルセルの墓が発見された。発見ののちサント＝ボームの洞窟まで巡礼道が整備された。それ以降、サン＝マクシマンとサント＝ボームはフランスにおけるマグダラのマリア信仰の中心地になった。1296年にはサン＝マクシマンでサント・マリー・マドレーヌ大聖堂の建設が始まり、1532年に完成した。

## 制作背景

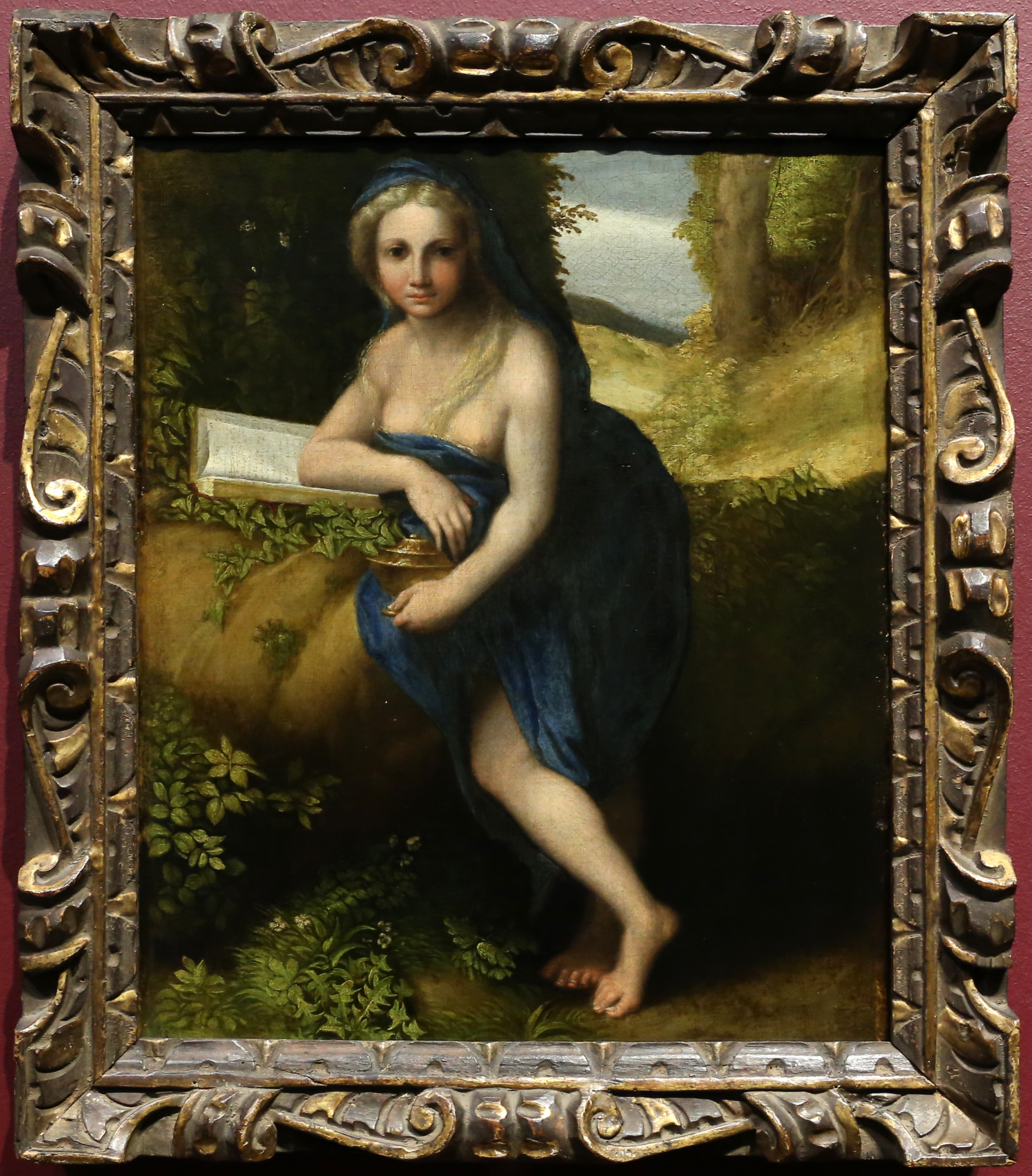
額縁。

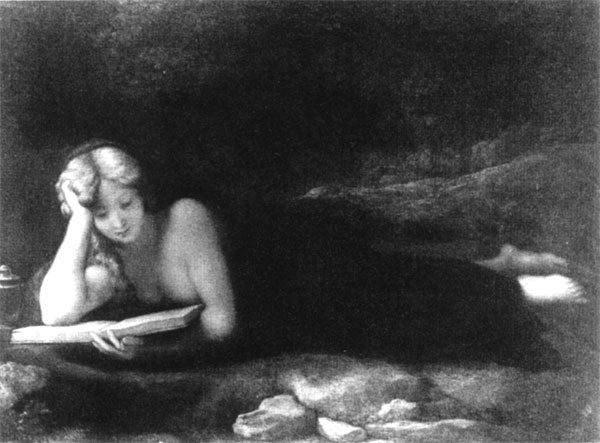
失われたバージョン『読書するマグダラのマリア』。1527年から1530年ごろ。

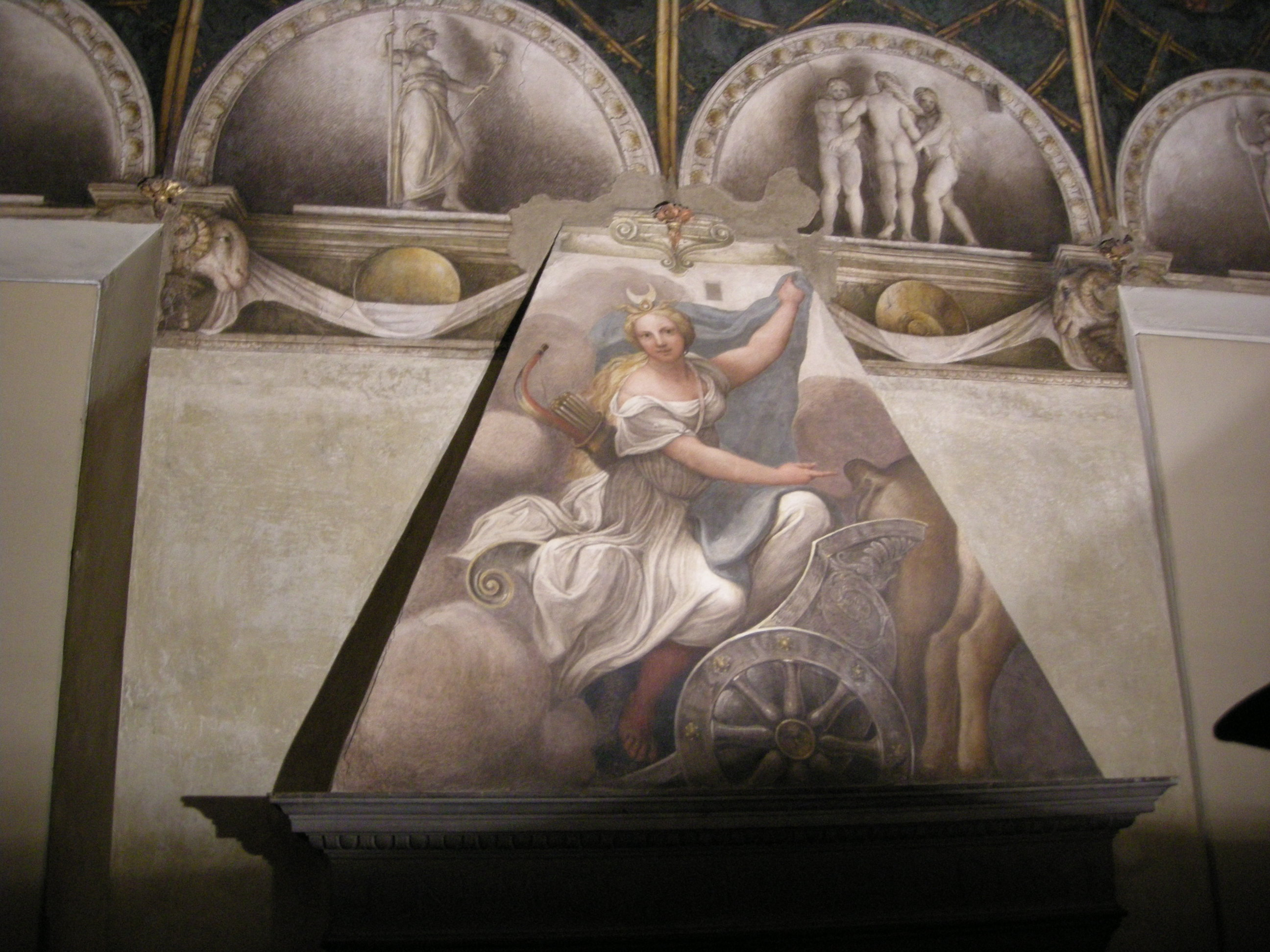
コレッジョがパルマの聖パウロ修道院壁画に描いたディアナと三美神。

本作品の発注者や支払いなどに関する記録は残されていないが、おそらくマントヴァ侯フランチェスコ2世・ゴンザーガの妃イザベラ・デステによって発注されたと思われる。イザベラ・デステはマグダラのマリアに特別な信仰を抱いており、1517年にサント＝ボームにある聖域を巡礼した。帰国後、イザベラ・デステはコレッジョにマグダラのマリアを描いた作品を発注したらしく、文通相手であったコッレッジョ伯爵夫人ヴェロニカ・ガンバラが1528年にイザベラ・デステに宛てた手紙の中でコレッジョ作のマグダラのマリアについて言及している。しかし手紙の中で言及されている作品は図像的に本作品と大きく異なっているため、これを本作品と見なすことはできない。一般的に手紙で言及されている作品は晩年の失われたバージョンと考えられており、非常に高い名声を得たことが知られている。しかしながら、本作品の発注者がイザベラ・デステであったならば、それを彼女に勧めることができたのはヴェロニカ・ガンバラであった可能性はある。

## 作品
コレッジョは聖人伝説が残るサント＝ボームで隠者として暮らすマグダラのマリアを描いている。マグダラのマリアは足を組んだコントラポストのポーズで立ちながら、岩の上に置かれた大きな書物の上に右腕を乗せて寄りかかり、まるで読書を中断して顔を上げたかのように鑑賞者を見ている。左手には典型的なアトリビュートである香油壺を持っている。彼女は山中の洞窟での生活で、宝石や装飾品を捨て去り、金髪の三つ編みはほつれ、肌の上を滑り落ちている。身体を包んでいる大きなマントは彼女が娼婦であったころの華美で高価な衣装とは対照的に、サント＝ボームでの質素で貧しい禁欲的な生活が強調されている。聖人の大きなマントに使用したコバルトブルーは、おそらく周囲の植物の緑との洗練された色彩の組み合わせを生み出すことを意図している。マントは頭部から背中、下半身を覆っているが、肩、胸、右脚は露出している。こうした肌の露出は一方で聖人が娼婦であったことを思い出させる。他にマグダラのマリアの禁欲的な生活を強調する要素として、長く伸びたままになっている足の爪を挙げることができる。この細部は後に『聖ヒエロニムスの聖母』（La Madonna di San Girolamo）を制作した際に、同様に隠者として砂漠で生活したとされる聖ヒエロニムスを表現するために使用している。マグダラのマリアの足元の地面には黄色いタンポポとピンクの花が群生し、聖人の背後の岩に沿って常緑のツタが這っている。これらの花はキリストの受難と関連しており、常緑のツタは不死を示唆している。
コレッジョが風景の中に描いたマグダラのマリアの全身像は非常に独創的である。以前の作品と比べてより厳格であると同時に、より自然な表現で際立っている。マグダラのマリアは自然の中にシームレスに溶け込み、手足と岩によって形成された十字の形で構図の中心に固定されている。このポーズの厳格な正面性はあいまいなコントラポストによって和らげられ、真剣で遠い表情は小さな画面であるもかかわらず聖人に記念碑的な印象を与えている。このポーズはおそらく古代ローマの石棺に由来している。
制作年代は様式に基づいてメトロポリタン美術館所蔵の『四聖人』（Quattro santi）やカポディモンテ美術館所蔵の『ジプシー娘』（La Zingarella）に近い1510年代末と考えられている。マグダラのマリアの顔と金髪は、コレッジョが1518年から1519年にかけてパルマの聖パウロ修道院の壁画に描いたローマ神話の女神ディアナと類似している。またその身体は同じく三美神と類似しており、おそらく同時期に制作された。
状態はあまりよくない。いくつかのバージョンが知られているが、本作品はそのうち最も品質が良いものとされている。
帰属については疑問が残るものの、1930年にコレッジョの先駆的研究者コッラード・リッチが最初にコレッジョに帰属した。ロベルト・ロンギは1958年に本作品を複製であると主張したが、ほとんどの研究者はコレッジョへの帰属を受け入れている。左足首にあるペンティメントは複製とする見解に対する反論となっている。

## 来歴
絵画の来歴についてはほとんど何もわかっていない。マグダラのマリアを描いたコレッジョの作品は17世紀のコレクションの多くの目録で見つけることができ、たとえばイングランド国王チャールズ1世のコレクションにもコレッジョの「立って、寄りかかり、あまりにも洗いすぎた、小さな全身像」のマグダラのマリアが記録されている。しかしこの記録はより大きなバージョンの可能性があり、確証はない。おそらくはもともとフランスの哲学者・考古学者・画家フェリックス・ラヴェッソン＝モリアン（1813年-1900年）のコレクションにあったと考えられている。確かなことは絵画が1903年にパリで売却されたことであり、1907年にはオーストラリアのニューサウスウェールズ州出身の美術収集家ジョージ・ソルティングが所有していた。1909年にソルティングが死去すると、約60点のイタリアとフランドルの絵画コレクションは翌1910年にナショナル・ギャラリーに遺贈された。

## ギャラリー
関連作品

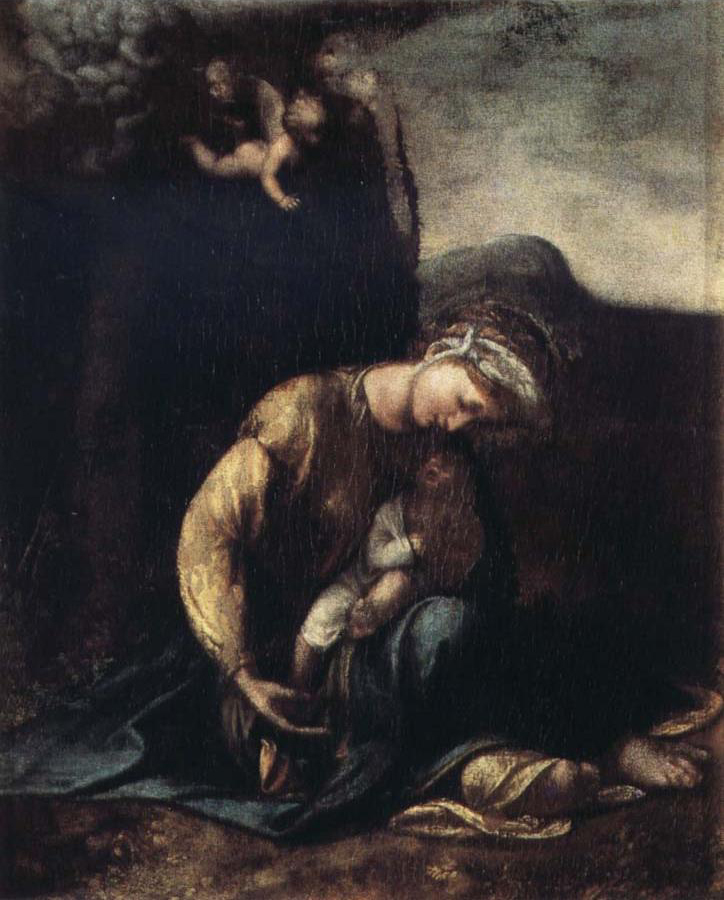
『ジプシー娘』1516年-1517年ごろ カポディモンテ美術館所蔵
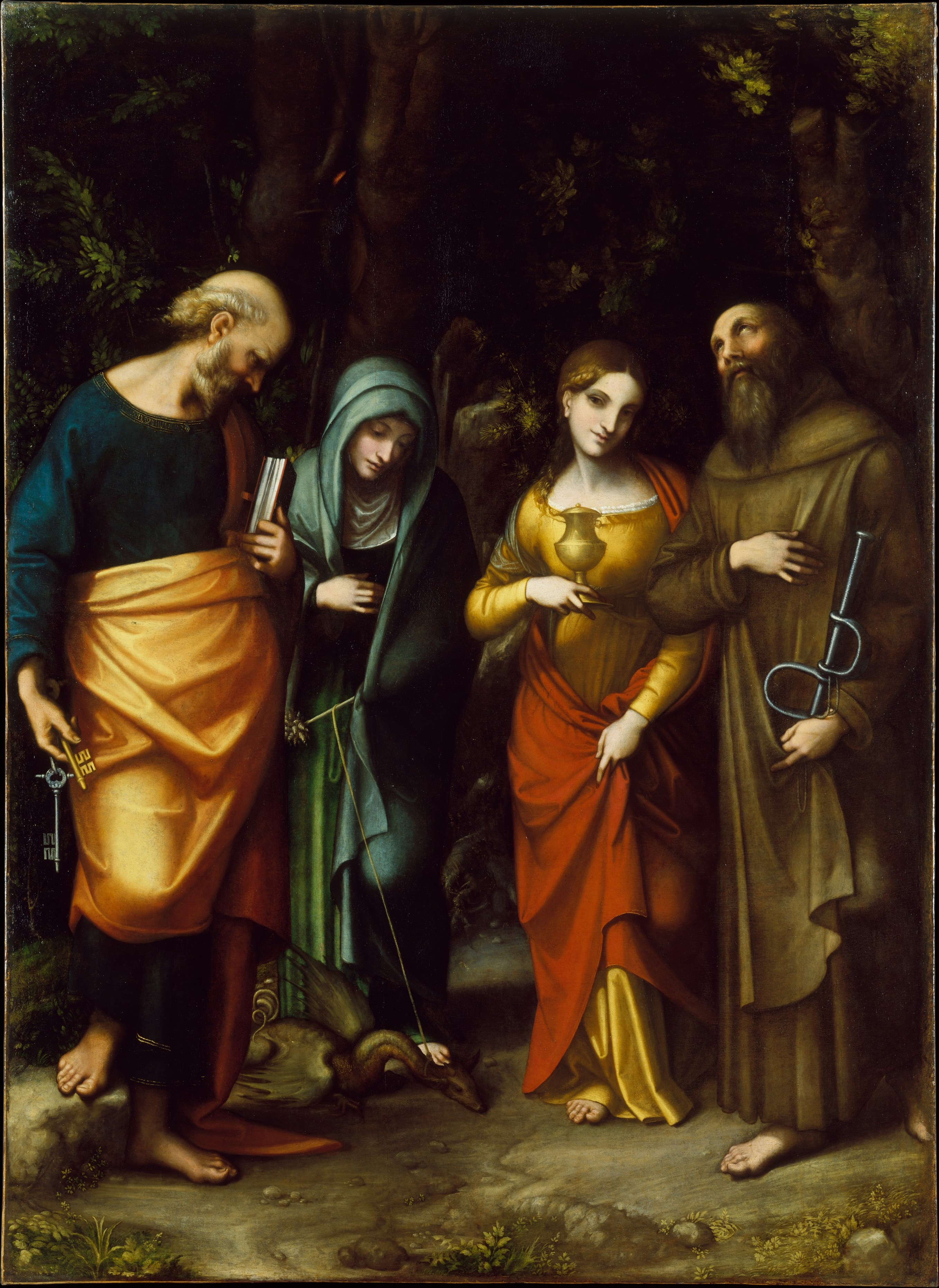
『四聖人』1515年ごろ メトロポリタン美術館所蔵
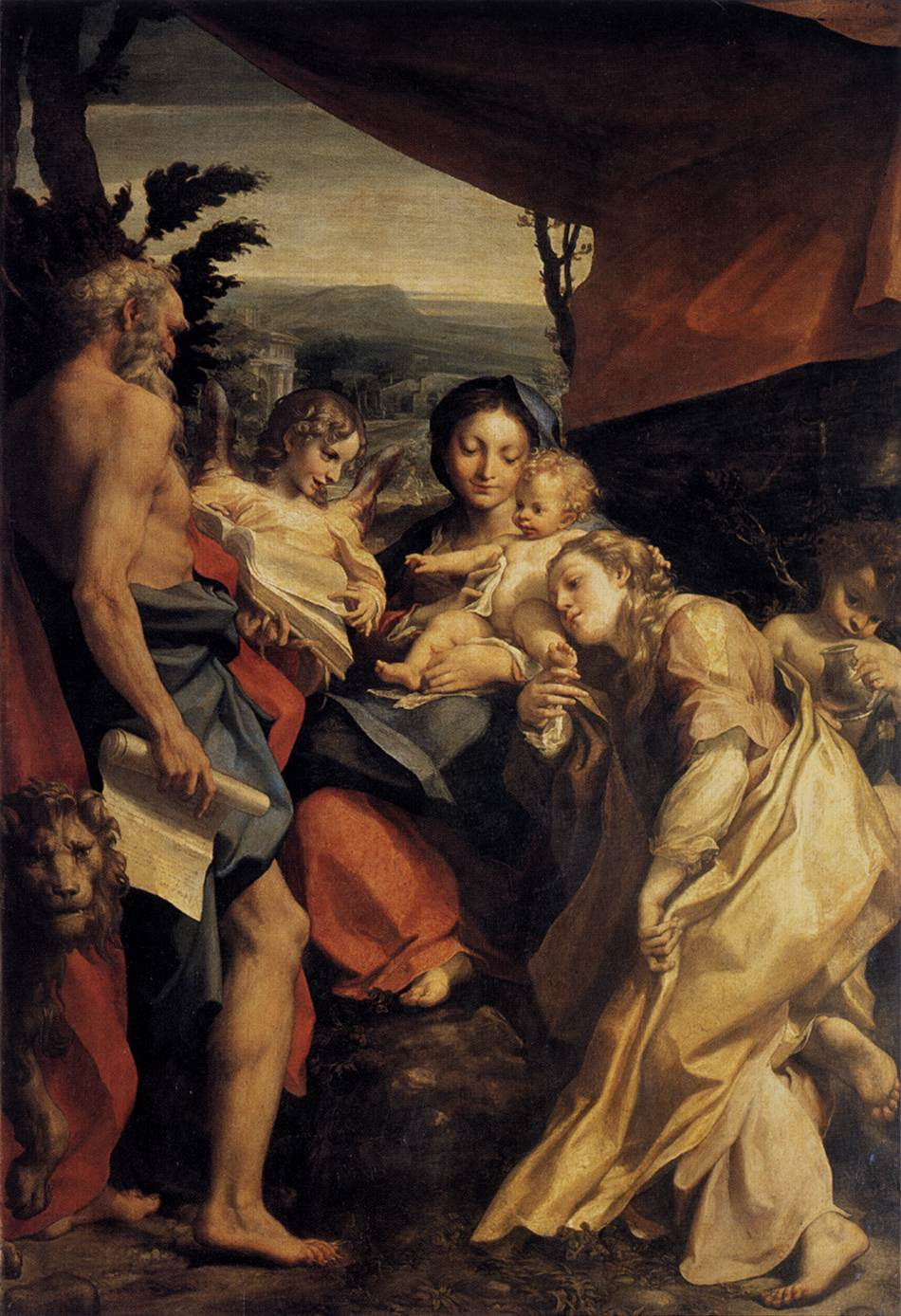
『聖ヒエロニムスの聖母』1528年ごろ パルマ国立美術館